# Карел Гашлер
Карел Гашлер (чеськ. Karel Hašler; нар. 31 жовтня 1879 — пом. 22 грудня 1941) — чеський поет, письменник, композитор, співак, сценарист, актор та режисер.

## Життєпис

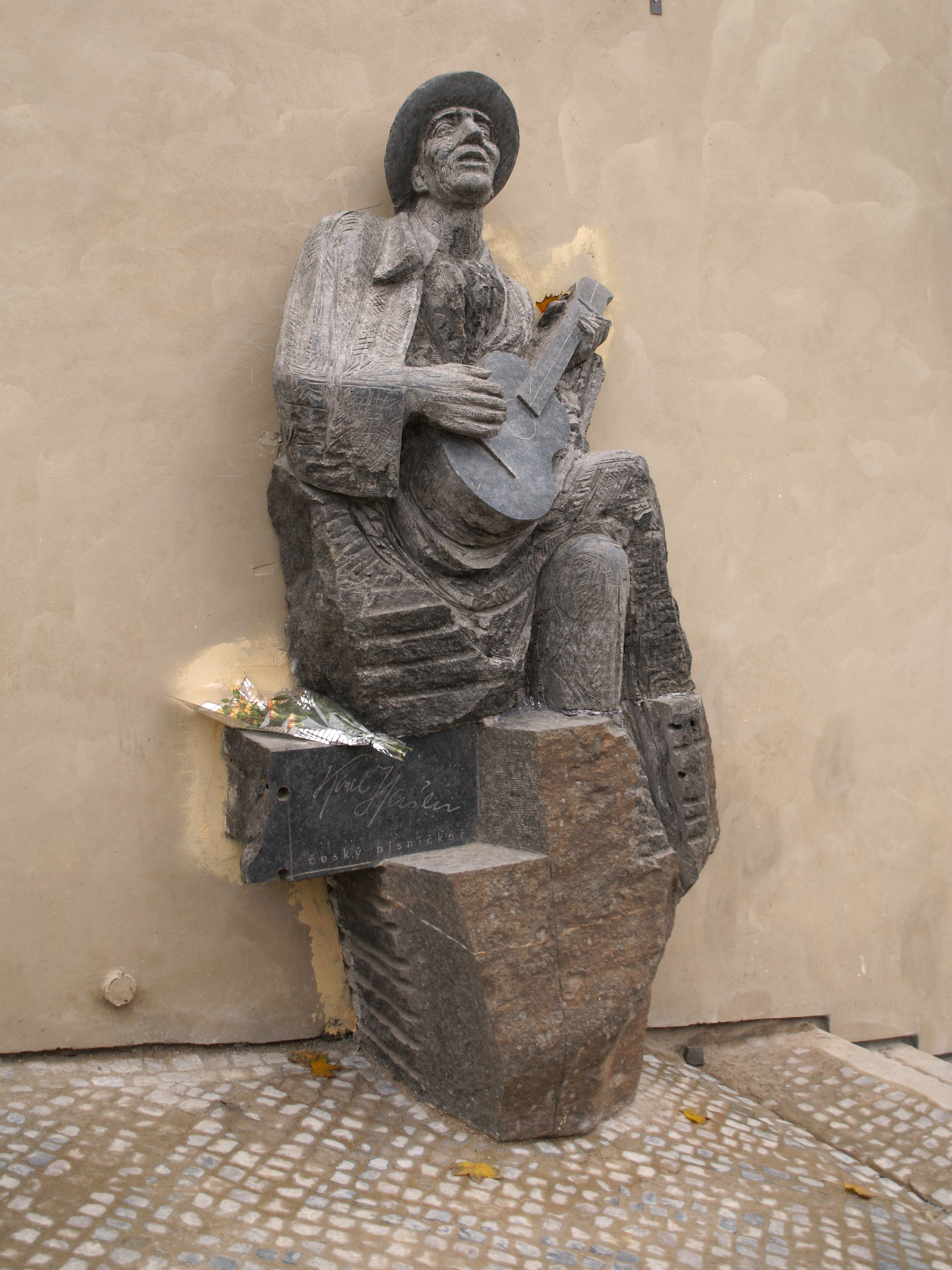
Пам'ятник Карелу Гашлеру

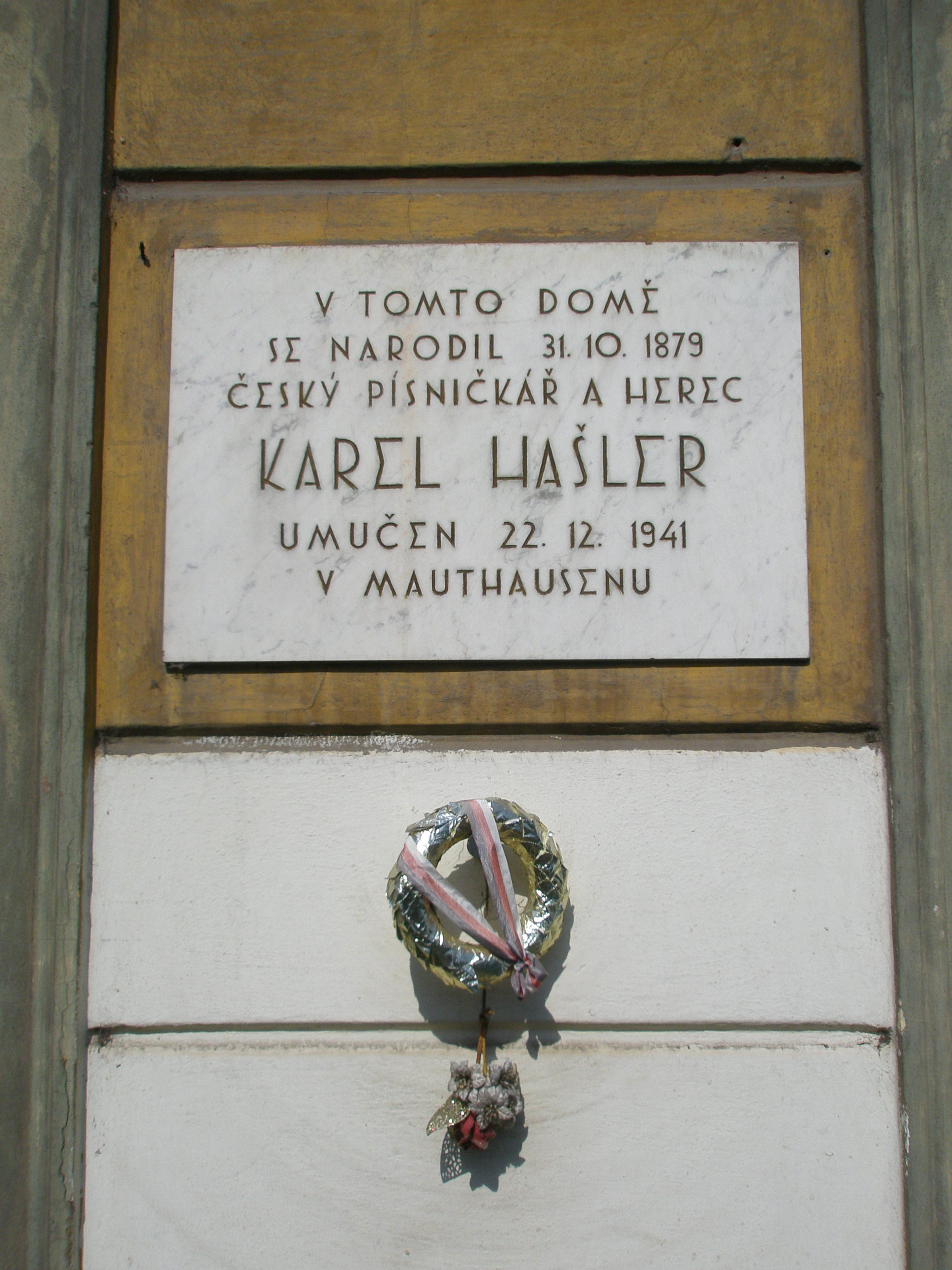
Меморіальна дошка на будинку у якому мешкав Карел Гашлер

Карел Гашлер народився 31 жовтня 1879 року в місцевості Злихов, частині Глубочепів, нині це міський район Прага 5, на заході Праги, у сім'ї скляра. З 1897 року він почав грати в театрах Праги (театр Павла Шванда у Сміхові), Табора, Брна (Національний театр), Любляни. У 1903 році його прийняли в Празький національний театр, звідки у 1916 році звільнили за порушення дисципліни. Але вже до цього Карел став заробляти своїми піснями. Перший виступ відбувся у 1908 році в ресторані «У слона» та пройшло з великому успіхом. Пісню «Вечір за Страгівською вежею» народ співає донині.
У роки Першої світової війни Гашлер виступав в кабаре «Рококо», де був директором. Він став писати куплети на актуальні політичні теми, моментально відгукуючись на події. Йому геніально вдавалося передавати в музиці народні інтонації, тому його пісні швидко ставали популярними.
Поява звукового кіно стало для Карела Гашлера переломним в його кар'єрі. У кінематограф він прийшов як композитор, сценарист, режисер та актор. У 1932 році в фільмі «Пісняр» він зіграв головну роль. Там вперше прозвучала у його виконанні пісня Ta naš e pí snič ka č eská. Завдяки кінематографу Карел Гашлер здобув велику популярність у Чехії в 1920-х роках, його ім'ям були названі м'ятні цукерки від кашлю – гашлерки.
Під час Другої світової війни Карел Гашлер виконував патріотичні пісні. На початку 1941 року його заарештували та через три дні відпустили. Але він продовжував співати свої пісні. У вересні 1941 року його забрали знову. Зрештою, він був заарештований та ув'язений у концтаборі Маутгаузен. У констаборі його жорстоко побив п'яний есесівець, в результаті чого на нозі з'явилася відкрита рана. Незабаром з'явилися перші ознаки гангрени. 21 грудня 1941 року Карела Гашлера перевели у блок для штрафників, де роздягли догола та поставили під крижаний душ. На наступний день Карел Гашлер помер.

## Особисте життя
У 1908 році Карел Гашлер одружився зі Зденою Фрімловою, сестрою піаніста та композитора Рудольфа Фрімла, їхній син Зденек Мілош Гашлер (1909–1972) був кіноактором та режисером.

## Вшанування пам'яті
31 жовтня 2009  року, з нагоди 130-річчя від дня народження, у Празі Карелу Гашлеру було відкрито пам'ятник.
На його честь названо астероїд головного поясу 37939 Гашлер, відкритий 16 квітня 1998 року.